# セシル・ケラウェイ
セシル・ローリストン・ケラウェイ（Cecil Lauriston Kellaway、1890年8月22日 - 1973年2月28日）は、イギリス領ケープ植民地（現在の南アフリカ共和国）ケープタウン出身で主にオーストラリアとアメリカ合衆国で活動した南アフリカ共和国の俳優。
アカデミー助演男優賞に2度ノミネートされた（受賞はならず）名脇役として知られる。
イングランド人俳優エドマンド・グウェン（本名：エドマンド・ジョン・ケラウェイ、1877年 - 1959年）とその弟の俳優アーサー・チェスニー（本名：アーサー・ウィリアム・チェスニー・ケラウェイ、1882年 - 1949年）は従兄。俳優のブライアン・ケラウェイ（1925年 - 2010年）は息子。

## 略歴
1890年にイギリス領ケープ植民地（現在の南アフリカ共和国）ケープタウンで生まれる。オーストラリアの映画界で俳優、脚本家、映画監督としてキャリアを積んだ後、1930年代に入るとハリウッドでも俳優として活動するようになるが、端役のギャング役ばかりだったためにオーストラリアに戻る。
1939年のウィリアム・ワイラー監督の映画『嵐が丘』に出演して以降は様々なハリウッド映画に印象的な脇役として出演するようになる。1947年の『三十四丁目の奇蹟』のサンタクロース役にオファーされるが断り、代わりに従兄のエドマンド・グウェンがその役を演じてアカデミー助演男優賞及びゴールデングローブ賞助演男優賞を受賞する。
1948年の『幸福の森』で第21回アカデミー賞の助演男優賞にノミネートされる。
1950年代以降はテレビドラマにも出演するようになり、『弁護士ペリーメイスン』や『ローハイド』『ベン・ケーシー』『奥さまは魔女』など日本でも放送された人気テレビドラマにゲスト出演する。
1967年の『招かれざる客』で第40回アカデミー賞の助演男優賞にノミネートされる。
1973年に死去。

## 主な出演作品
- 嵐が丘 Wuthering Heights (1939)
- 別離 Intermezzo (1939)
- 月光の女 The Letter (1940)
- 奥様は魔女 I Married a Witch (1942)
- パーキントン夫人 Mrs. Parkington (1944)
- 郵便配達は二度ベルを鳴らす The Postman Always Rings Twice (1946)
- ジェニーの肖像 Portrait of Jennie (1948)
- 幸福の森 The Luck of the Irish (1948)
- ジャンヌ・ダーク Joan of Arc (1948)
- ハーヴェイ Harvey (1950)
- 原子怪獣現わる The Beast from 20,000 Fathoms (1953)
- わが愛は終りなし Interrupted Melody (1955)
- ボクはむく犬 The Shaggy Dog (1959)
- 弁護士ペリーメイスン Perry Mason (1959) ※ The Case of the Glittering Goldfish にゲスト出演。
- ローハイド Rawhide (1961) ※ Incident in the Middle of Nowhere にゲスト出演
- ベン・ケーシー Ben Casey (1962 - 1963) ※ Imagine a Long Bright Corridor と If There Were Dreams to Sell にゲスト出演。
- 枢機卿 The Cardinal (1963)
- ふるえて眠れ Hush… Hush, Sweet Charlotte (1964)
- 奥さまは魔女 Bewitched (1964) ※ A Vision of Sugar Plums にサンタクロース役でゲスト出演。
- 招かれざる客 Guess Who's Coming to Dinner (1967)
- ニューヨーク泥棒結社 Fitzwilly (1968)
- …YOU… Getting Straight (1970)